# Prometopus lichnomima
Prometopus lichnomima là một loài bướm đêm trong họ Noctuidae.